# Poste à commandes individuelles
Pour un article plus général, voir poste d'aiguillage.

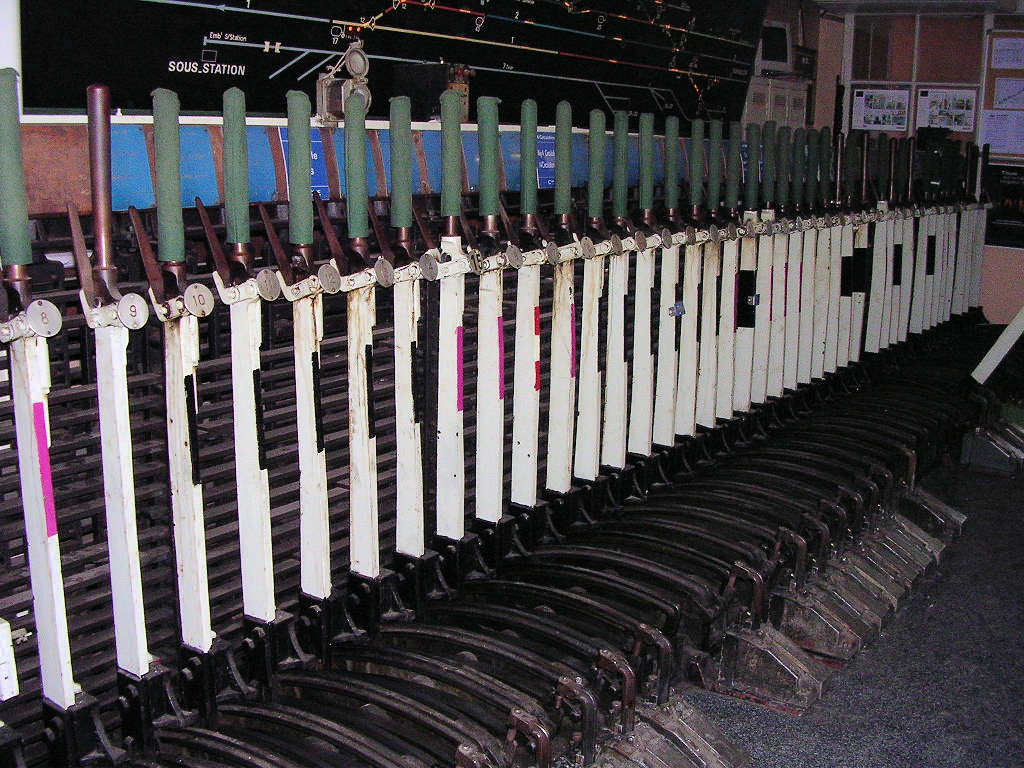
Gare de Nîmes - Poste IV à leviers individuels de type Saxby, créé par John Saxby (fondateur de la société SAXBY)

Un poste d’aiguillage à commandes individuelles, ou plus simplement poste à commandes individuelles, permet de réaliser un passage d'une circulation en disposant un à un l’ensemble des appareils de voies et des signaux qui composent le passage. Il s'oppose ainsi au poste à itinéraires qui réalise le passage par une action sur un seul organe de commande.

## Postes d'aiguillage mécanique à commandes individuelles

### Généralités

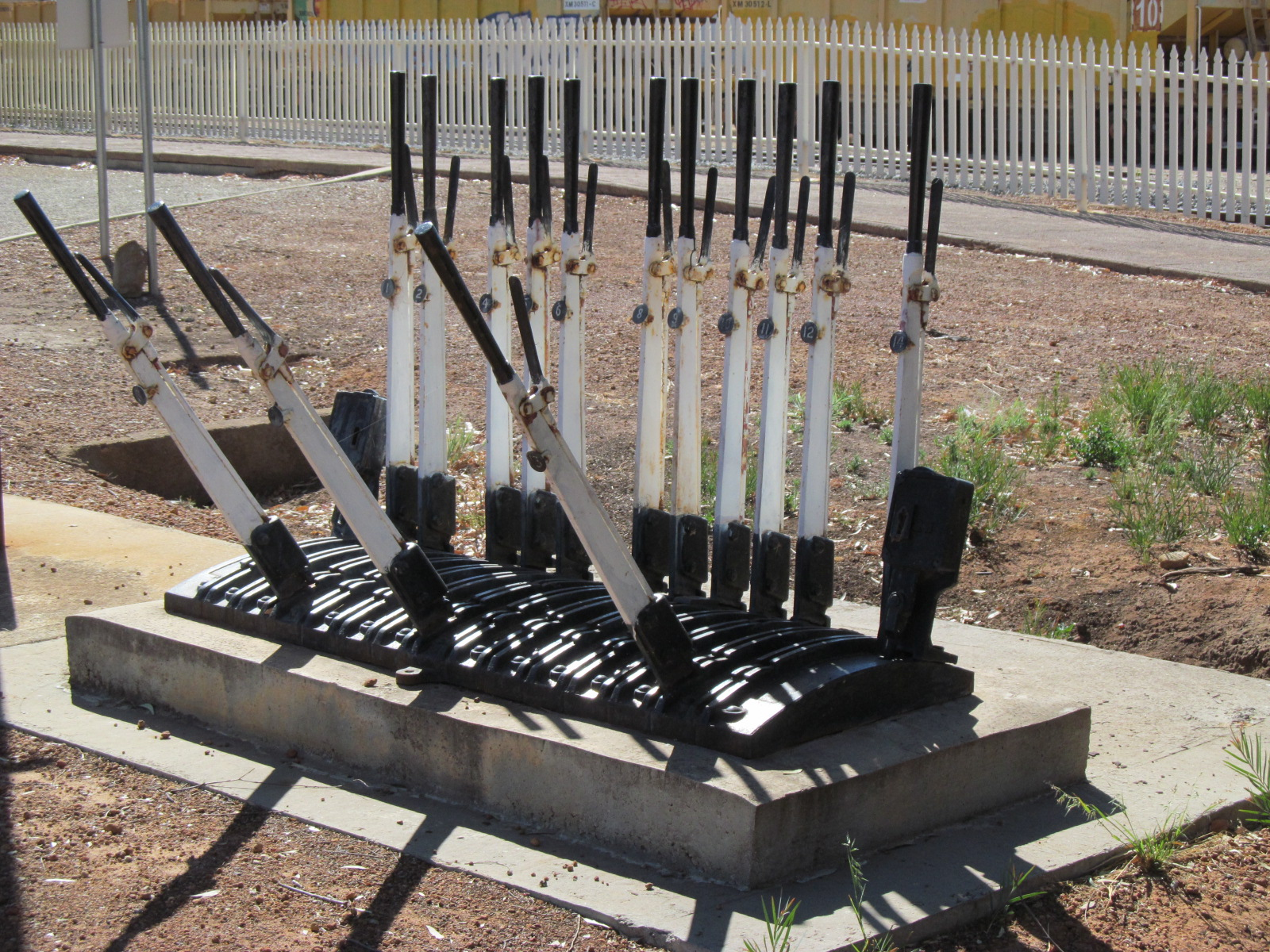
Ensemble de leviers à manœuvre mécanique en gare de.

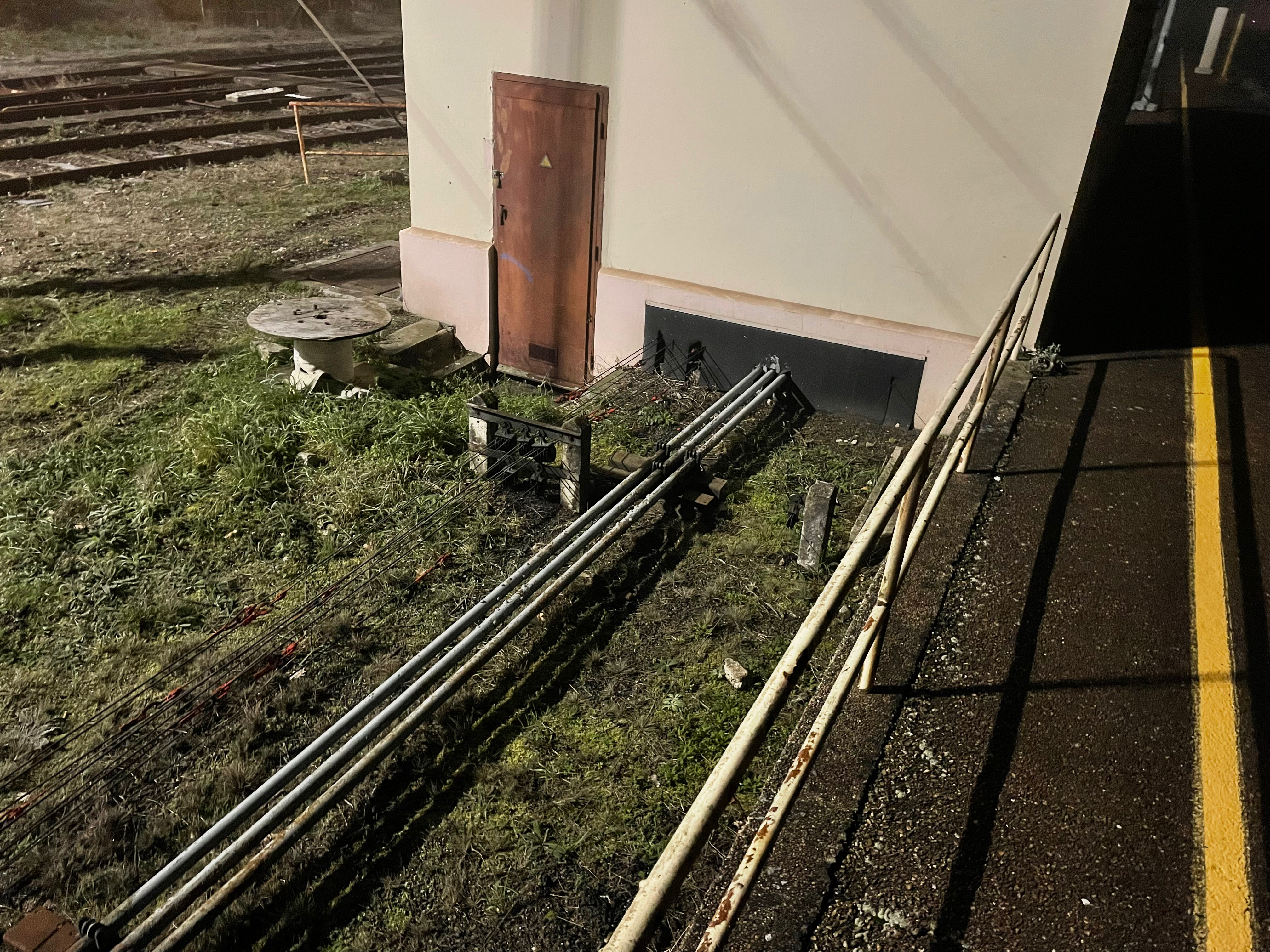
Transmissions funiculaires (TF) et transmissions rigides (TR) sortant du poste d'aiguillages permettant la manœuvre des aiguilles à distance en Gare de Facture-Biganos

Dans les postes à commande individuelle, l’établissement d’un passage peut nécessiter la manœuvre d’un nombre de leviers très variable : entre un seul levier (celui du signal commandant le passage) pour le cas le plus simple, jusqu'à une dizaine dans les cas d’établissement de passages compliqués (ces leviers sont d’ailleurs parfois éloignés les uns des autres). Cette commande individualisée des organes implique un temps de préparation du passage assez long, qui peut nuire à la bonne exploitation de la zone contrôlée par le poste, surtout dans les zones à forte densité de circulation. (C’est une des raisons qui ont amené le développement des postes à itinéraires, qui permettent d'accroître considérablement la zone contrôlée.)

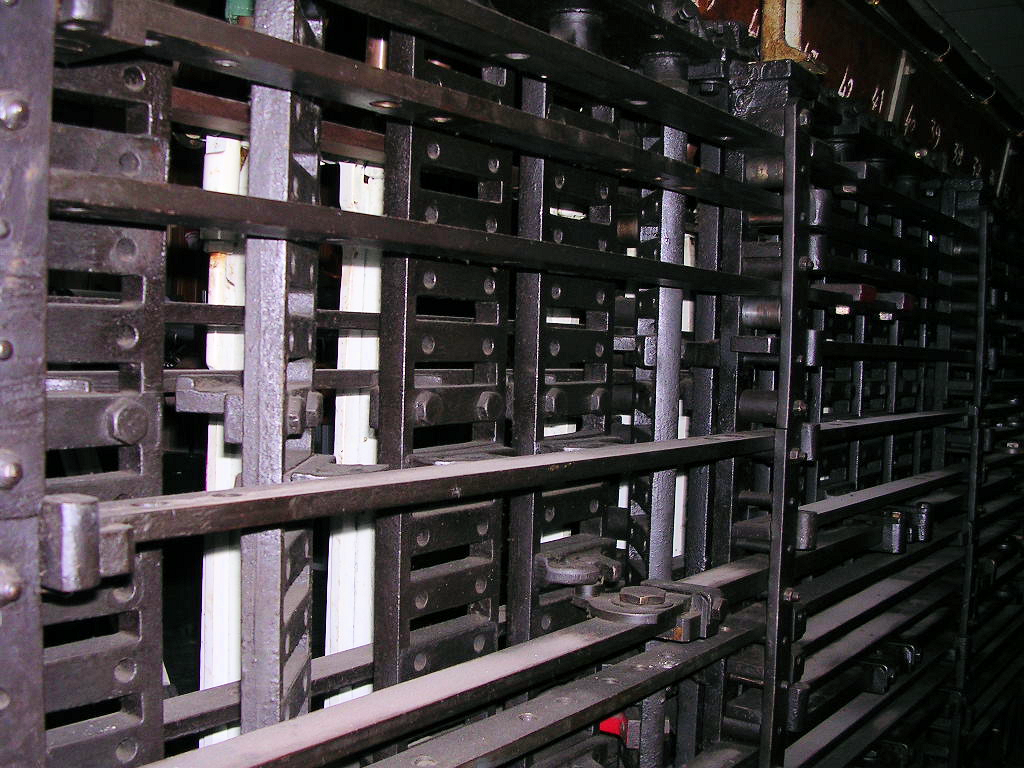
Table d'enclenchement type Saxby.

Le nombre de leviers du poste dépend essentiellement du nombre d’appareils (signaux et appareils de voie) qu'il commande. Le plus souvent, les postes sont équipés de 30 à 90 leviers. Ces leviers réalisent la manœuvre de l’appareil auxquels ils sont attelés, soit électriquement, soit mécaniquement. Certains types de postes (MU 45 ou EMU entre autres) disposent de petits leviers lorsque la manœuvre de l’organe est réalisée électriquement. La manœuvre mécanique d’un organe est réalisée par les grands leviers. L’effort musculaire de l’aiguilleur est transmis à l’organe dont on veut assurer le déplacement par une transmission rigide ou par cable. Chacun de ces leviers, petit ou grand, peut recevoir l’action d’un ou plusieurs enclenchements, soit de type mécanique par l’intermédiaire d’une table d’enclenchement ou en cas de besoin par ajout d’une ou plusieurs serrures d’enclenchement de type S, soit encore électrique par l’intermédiaire d’un verrou. Un même levier peut recevoir les trois types d'enclenchement à la fois.
Certains postes d’aiguillage de triage, contrôlant les voies de triage, peuvent avoir leurs leviers non enclenchés.
Il existe encore sur le réseau SNCF un grand nombre de postes mécaniques. Ces postes seront progressivement remplacés par des postes à itinéraires, qui offrent l'avantage d'étendre le champ d'action de l'aiguilleur et de pouvoir être télécommandés. En dehors des postes unifiés MU 45 ou EMU, on peut citer des postes de type Saxby (grands leviers) et Saxby dit à « leviers  à pouvoir » (petits et grands leviers), ou encore Vignier...

### Le poste Mécanique Unifié (MU 45)

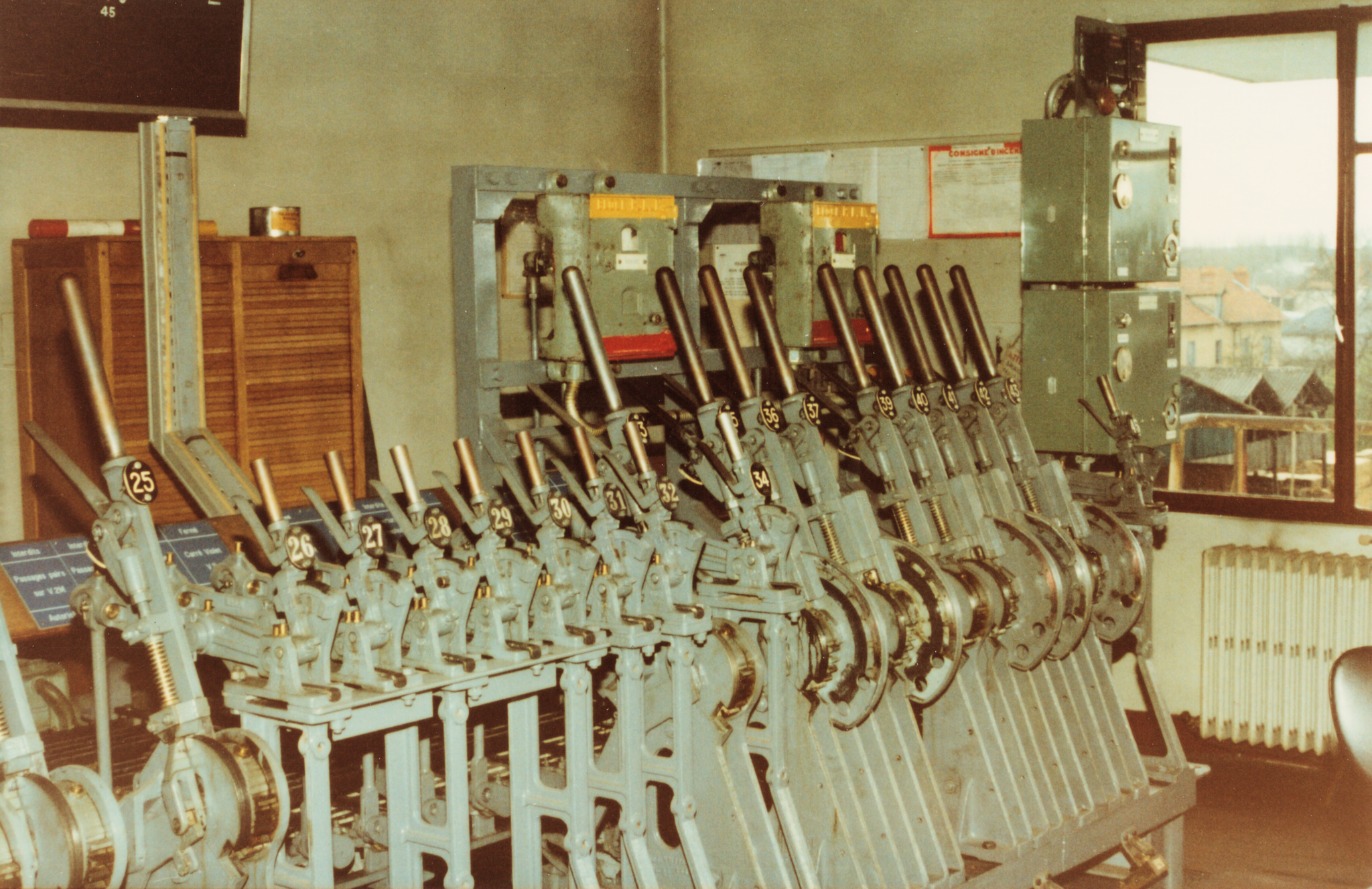
Ligne Moulins - Mâcon - Gare de Paray Le Monial - Poste 2 de type mécanique 45 (MU 45) (Situation en 1982)

Il s'agit du poste d'aiguillage standardisé de la SNCF. C'est un poste dont les organes de commande sont des leviers qui sont enclenchés par une grille de type Saxby. 
Sur les 350 postes de ce type construits entre 1947 et 1974, près de 200 sont encore en service en 2005.

### Le poste électromécanique unifié (EMU)
Comme le poste de type MU45, le poste EMU comporte des grands leviers réalisant la commande de l'organe (en général, une ou plusieurs aiguilles) par une transmission rigide, mais aussi des petits leviers réalisant électriquement la commande de l'organe (Signal ou une ou plusieurs aiguilles ou encore sectionneur électrique).
Sur les 144 postes de ce type construits entre 1946 et 1976, une centaine sont toujours en service

### Le poste Électrique à Leviers d'Individuels (PELI)

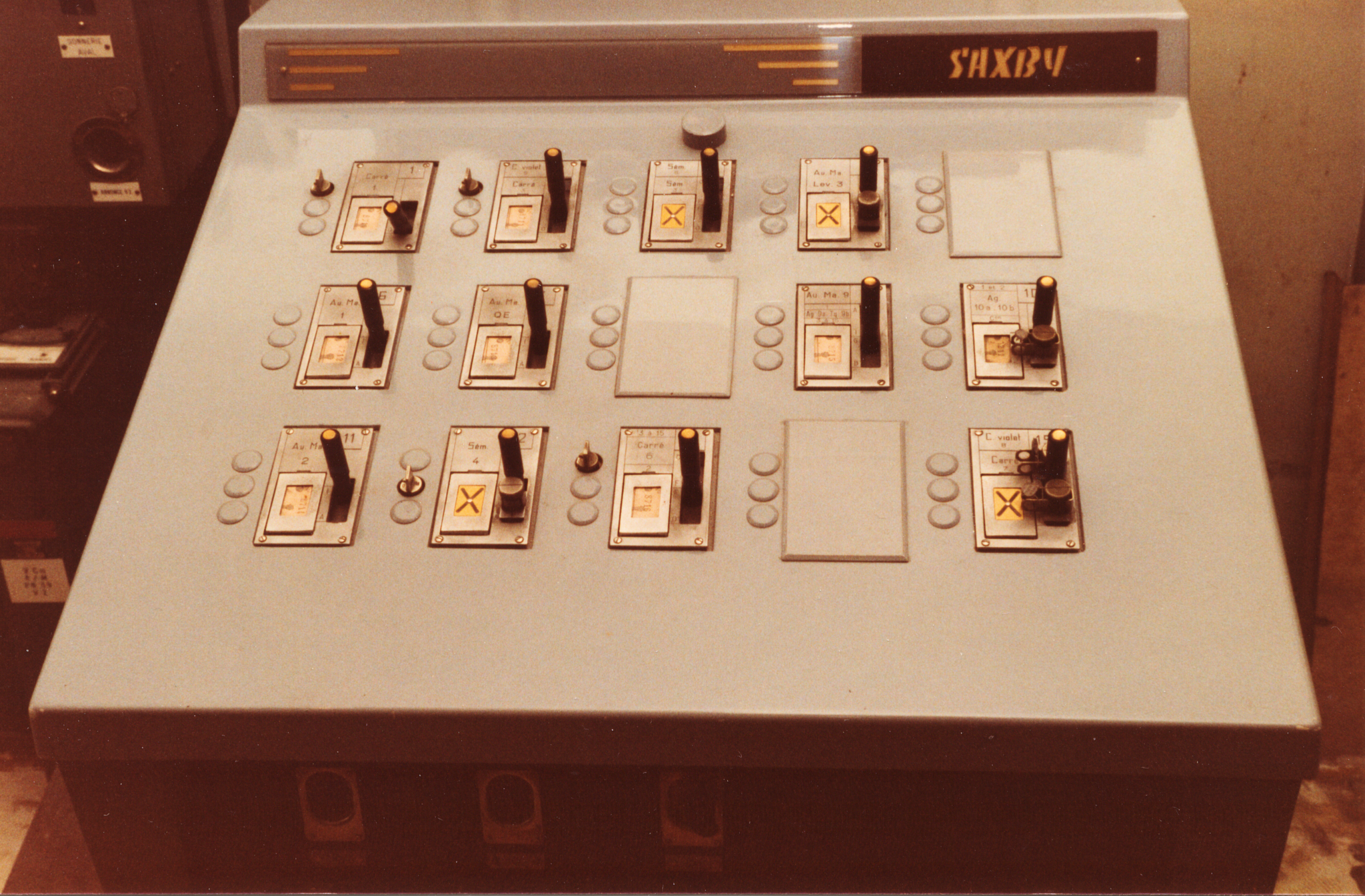
Ligne Moulins - Mâcon - Gare de Digoin - Poste d'aiguillage de type PELI Saxby

Le Poste Électrique à Leviers d'Individuels (PELI) a été principalement développé par les sociétés Saxby et Mors. Le PELI Saxby se caractérise par des petits leviers occupant normalement une position neutre centrale et pouvant être poussés ou tirés pour la réalisation des commandes, alors que le PELI Mors possède des organes de commande sous forme de manettes sur un plan vertical qui peuvent être tournées à gauche ou à droite.
De  conception modulaire Le PELI Mors a été utilisé comme poste provisoire lors de l'électrification de la Gare Saint-Lazare (ligne Paris le Havre en 1965) avant d'être scindé en deux postes réutilisés à Ermont et Rouen, postes toujours en activité.
Le PELI a été installé en 48 exemplaires entre 1963 et 1973 ; une quarantaine sont toujours en service en 2005.

### Le poste à Verrous Commutateurs (VCm)

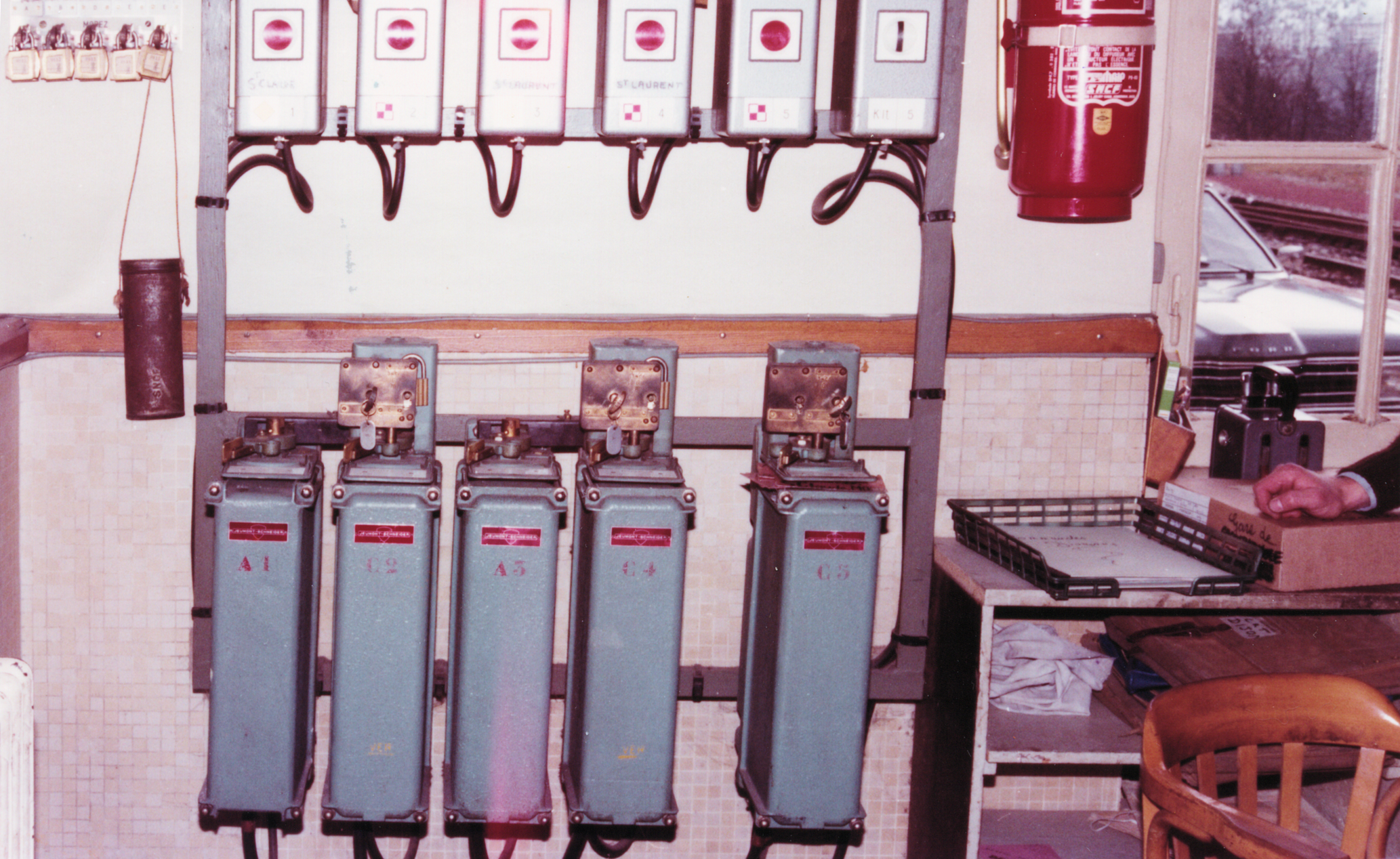
Gare de Morez (Jura) en 1982 - Commutateurs à manettes avec serrures d'enclenchement et leur galerie de contrôle

Ce type de poste n’est utilisé que pour la commande d'installations simples.  Le poste d'aiguillage ou le point de manœuvre réalisé en technologie Verrous Commutateurs à manette (VCm) ou Commutateurs à manette (Cm) pour commander les installations de sécurité d'une gare peut se trouver soit à l'intérieur d'un bâtiment, (BV) soit à un point en campagne. 
Les Verrous Commutateurs à manette et les commutateurs à manette permettent seulement une commande électrique de signaux et d'appareils de voie. 
Ils peuvent être utilisés, par exemple, pour commander les installations d'une gare ordinaire de double voie, ou commander une entrée en pointe de voie de garage ou d'évitement, ou encore des installations en voie unique ou même encore en double voie, pour commander des installations permettant d'engager les trains à contre-sens. On les trouve encore, dans certains cas, pour compléter les leviers de commande d'un poste d'aiguillage mécanique plus important.
Des enclenchements mécaniques simples peuvent être appliqués entre les VCm ou les Cm lorsqu'ils sont placés côte à côte. Dans le cas contraire, il est possible de leur appliquer des enclenchements par serrure de type S. Les manettes des VCm peuvent être soumises à l'action d'enclenchements électriques par l'intermédiaire d'un verrou, d'où leur nom de verrou commutateur à manette. 
Les contrôles afférents à ces commandes peuvent être réalisés par des contrôles individuels (voir photo ci-contre) ou sur Tableau de Contrôle Optique (TCO).

## Postes d'aiguillage électrique à commandes individuelles (PML)
Il convient de distinguer le Poste à Manettes Libres (PML) de base, sans dispositions complémentaires, comparables aux verrous -commutateurs et serrures de BAL et le PML avec dispositions complémentaires.

### PML de base

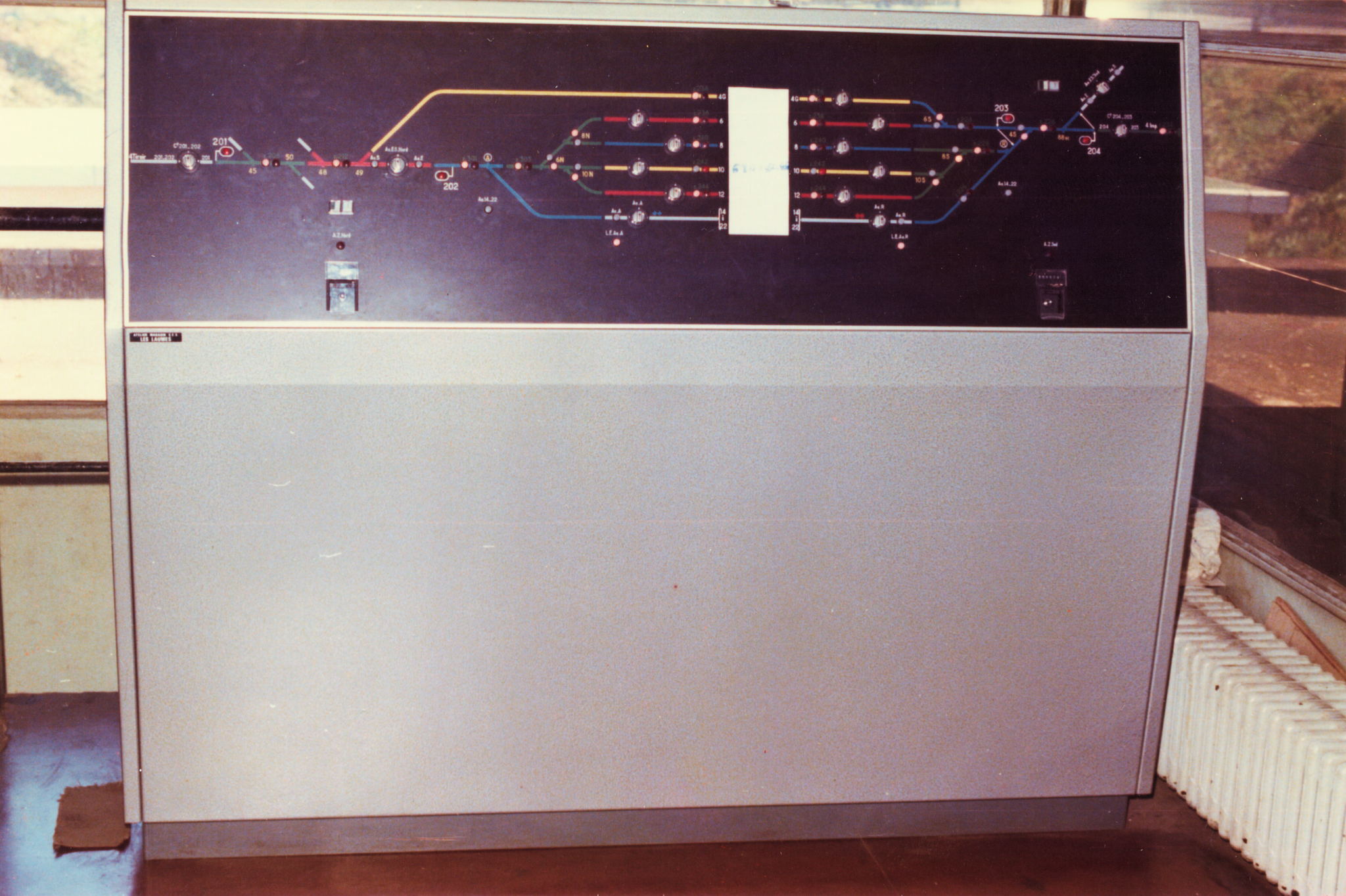
Chalon-sur-Saône - ancien poste à manettes libres de l'ancien poste 2. Déposé et remplacé en 2003

Le poste PML, dans sa version de base, est un poste destiné aux installations de petites gares dont les aiguilles sont manœuvrées à pied-d’œuvre et enclenchées par des serrures « S », ce sont :
- Établissements de double voie, protégés par des signaux carrés, quel que soit le type de block de la section de ligne concernée ; y compris ceux situés dans un intervalle d’une ligne équipée d’IPCS (Installations Permanentes de Contre Sens) et desservis uniquement en sens normal. En raison de l'absence d'enclenchements, les aiguilles ne peuvent pas être prises en pointe dans le sens de circulation, les accès se font par refoulement.
Exemples : Surgères, Issoudun...
- Gares de Voie unique ou de Voie banalisée
Exemples : Sisteron
- Les installations provisoires d’ITCS, commandées à l’aide d’Ensembles Mobiles de Signalisation (EMS). Depuis l'année 1994, ce poste a été supprimé.

### PML avec dispositions complémentaires
Il permet de couvrir le besoin existant entre les postes à commande d’itinéraires, d’une part, et le PML de base, d’autre part, et notamment dans les cas suivants :
- entrée directe sur voie d’évitement ou de service sans manœuvre à pied d’œuvre des aiguilles ;
- manœuvre d’une aiguille isolée de bifurcation de lignes à voie unique ;
- équipement d’une gare en cul-de-sac d’une ligne où la commande centralisée n’est pas envisagée, alors que l’étalement du plan de voie nécessite quelques manœuvres électriques d’aiguilles ;
- poste provisoire, supportant des phases « travaux » successives, lorsque, ni les installations anciennes, ni le poste futur ne sont en mesure de remplir ce rôle.